# Saṃyojana
Con il sostantivo neutro sanscrito saṃyojana (devanāgarī: संयोजन; anche in pāli; in cinese: 結, jié; in giapponese: ketsu; in coreano: 결, kyŏl; in vietnamita: kết; in tibetano:  ཀུན་ཏུ་སྦྱོར་བ , kun tu sbyor ba) si indica in quella lingua "ciò che lega", quindi, in ambito buddista, quelle "catene" che legano al doloroso saṃsāra. Colui che ne è afflitto è indicato con il termine sanscrito pṛthagjana, ovvero "uomo comune", "uomo mondano", chi ancora non ha intrapreso la via della liberazione da queste "catene".
I testi in lingua pāli e i testi sanscriti afferenti alla scuola detta dei sarvāstivādin presentano una lista di dieci tipi di queste catene:
1. satkāyadṛṣṭi: (in pāli: sakkāyadiṭṭhi), ovvero la credenza in un sé inerente ai cinque skandha;
2. vicikitsā (in  pāli: vicikicchā), il "dubbio" o lo "scetticismo";
3. śīlavrataparāmarśa (in  pāli: sīlabbataparāmāsa) l'attaccamento alle regole e ai riti religiosi, ovvero ritenere superiori delle antiche condotte religiose errate;